# 2002-es Nickelodeon Kids’ Choice Awards
Ez a tizenötödik Nickelodeon Kids’ Choice Awards. amelyet 2002. április 20-án rendeztek Barker Hangar, Los Angeles, Kaliforniában.

## Győztesek és jelöltek

### Kedvenc filmszínész
- Chris Tucker - Csúcsformában 2.
- Jackie Chan - Csúcsformában 2.
- Eddie Murphy - Dr. Dolittle 2.
- Brendan Fraser - A múmia visszatér

### Kedvenc filmszínésznő
- Jennifer Lopez - Szeretném, ha szeretnél
- Raven-Symoné - Dr. Dolittle 2.
- Reese Witherspoon - Doktor Szöszi
- Julie Andrews - Neveletlen hercegnő

### Kedvenc film
- Csúcsformában 2
- Harry Potter és a bölcsek köve
- Shrek
- Szörny Rt.

### Kedvenc hang egy animációs filmből
- Eddie Murphy - Shrek
- Mike Myers - Shrek
- Cameron Diaz - Shrek
- Billy Crystal - Szörny Rt.

### Kedvenc Tv színész
- Nick Cannon - The Nick Cannon Show
- Matt LeBlanc - Jóbarátok
- Donovan Patton - Blue’s Clues
- Matthew Perry - Jóbarátok

### Kedvenc Tv színésznő
- Amanda Bynes - Amanda show és What I Like About You
- Jennifer Aniston - Jóbarátok
- Hilary Duff - Lizzie McGuire
- Melissa Joan Hart - Sabrina, a tiniboszorkány

### Kedvenc Tv show
- Lizzie McGuire
- Jóbarátok
- Hetedik mennyország
- Sok hűhó

### Kedvenc Tv-s sztárvendég
- Britney Spears - Sok hűhó
- Brad Pitt - Jóbarátok
- Glenn Close - Will és Grace
- Michael Douglas - Will és Grace

### Kedvenc rajzfilm
- A Simpson család
- Scooby-Doo
- Hé, Arnold!
- Fecsegő tipegők

### Kedvenc együttes
- Destiny’s Child
- Backstreet Boys
- ’N Sync
- Dream

### Kedvenc férfi énekes
- Usher
- Bow Wow
- Lil' Romeo
- Aaron Carter

### Kedvenc női énekes
- Pink
- Janet Jackson
- Britney Spears
- Jennifer Lopez

### Kedvenc banda
- Baha Men
- Smash Mouth
- Sugar Ray
- Creed

### Kedvenc dal
- Pink - Get the Party Started
- Britney Spears - Don’t Let Me Be the Last to Know
- Smash Mouth - I'm a Believer
- ’N Sync - Pop

### Kedvenc férfi és női sportoló
- Michael Jordan
- Michelle Kwan

### Kedvenc sport csapat
- Los Angeles Lakers
- New York Yankees
- Arizona Diamondbacks
- San Francisco 49ers

### Kedvenc videó játék
- Mario Kart: Super Circuit
- Backyard Baseball
- Crash Bandicoot 4: The Wrath of Cortex
- Harry Potter és a bölcsek köve

### Kedvenc könyv
- Harry Potter
- Chicken Soup for the Soul
- Shrek!
- Atlantisz – Az elveszett birodalom

### Kedvenc kemény pasi
- Jackie Chan - Csúcsformában 2.
- Chris Tucker - Csúcsformában 2.
- Antonio Banderas - Kémkölykök
- Elijah Wood - A Gyűrűk Ura: A Gyűrű Szövetsége

### Kedvenc kemény csaj
- Sarah Michelle Gellar - Buffy, a vámpírok réme
- Csang Ce-ji - Csúcsformában 2.
- Jessica Alba - Sötét angyal
- Angelina Jolie - Lara Croft: Tomb Raider

### Best Burp
- Steve Irwin
- Jessica Alba

### Wannabe díjas
- Janet Jackson

## Nyálkás hírességek
- Adam Sandler
- Pink

## Fordítás
- Ez a szócikk részben vagy egészben  a(z)   2002 Kids' Choice Awards című angol Wikipédia-szócikk ezen változatának fordításán alapul.  Az eredeti cikk szerkesztőit annak laptörténete sorolja fel. Ez a jelzés csupán a megfogalmazás eredetét és a szerzői jogokat jelzi, nem szolgál a cikkben szereplő információk forrásmegjelöléseként.